# ウェストバージニア大学
ウェストバージニア大学 (英: West Virginia University, WVU) は、アメリカ合衆国ウェストバージニア州のモーガンタウンにある州立大学。
2011年秋の時点で学生総数は29,616人（うち学部生22,711人）、教員総数は1,870人である。医学、歯学、薬学、工学など15学部193専攻科目で構成されている。

## 著名な出身者
- アーロン・マリーノ - 実業家
- ジェリー・ウェスト - バスケットボール選手
- ジョー・アレクサンダー - バスケットボール選手
- ドン・ノッツ - 喜劇俳優、声優(エミー賞受賞）
- デヴィッド・セルビー - 俳優
- アントワーン・フークア - 映画監督
- ジョー・マンチン - 政治家
- ハワード・メイソン・ゴア - 政治家
- クリス・ヘンリー (ワイドレシーバー) - アメリカンフットボール選手
- スカイラー・ハワード - アメリカンフットボール選手
- パット・ホワイト - アメリカンフットボール選手
- ジェド・ジョーコ - プロ野球選手
- ダスティン・ニッパート - プロ野球選手
- スコット・シーボル - プロ野球選手
- ダレル・ウィットモア - プロ野球選手
- 水野宏太 - バスケットボール指導者
- 小林憲司 - 元衆議院議員
- ライアン・マクブルーム - プロ野球選手
- 浜中謙 - バスケットボール指導者

## 著名な教員

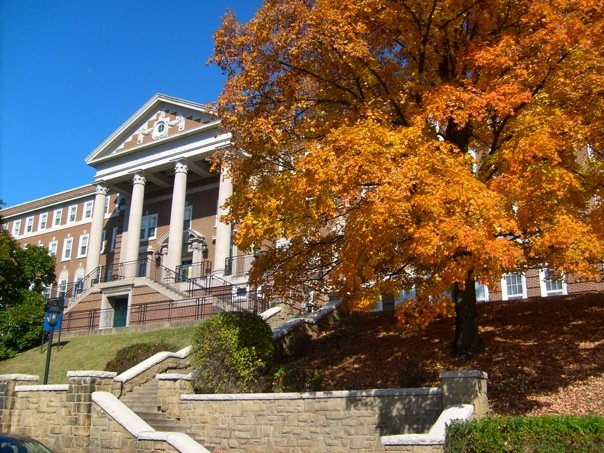
学生寮

- トーマス・カニング - 音楽、作曲
- 福島孝徳 -　医学

## 研究調査
2015年9月、フォルクスワーゲン（VW）が排ガス規制を逃れるソフトウエア「ディフィートデバイス」を搭載したディーゼル車の販売を最初に察知したのが、このウエストバージニア大学の代替燃料・エンジン・排ガスセンター（CAFEE）である。
このCAFEEにアメリカでのディーゼル車の排出基準テストを委託したのは、国際クリーン交通委員会（The International Council on Clean Transportation, ICCT）である。
当時、CAFEEには教員7人、フルタイムエンジニアおよび実験助手5人、博士課程および修士課程の大学院生30人以上が所属しており、世界で初めて車載可能な排出ガス試験システムの開発に成功し、ICCTからの依頼により実走行での排出ガスを計測。
アメリカ環境保護庁（EPA）が見抜けなかったフォルクスワーゲンによるディフィートデバイスの不正使用を世界で初めて察知した。

## 日本の国際交流協定校
- 近畿大学
- 中部大学
- 洗足こども短期大学